# Мярандукса
Мярандукса — пресноводное озеро на территории Петровского сельского поселения Кондопожского района Республики Карелии.

## Общие сведения
Площадь озера — 6,6 км², площадь водосборного бассейна — 238 км², располагается на высоте 142 метров над уровнем моря.
Котловина ледникового происхождения.
Форма озера продолговатая: оно более чем на шесть километров вытянуто с севера на юг. Берега каменисто-песчаные, местами заболоченные.
Южнее Мярандуксы расположено озеро Торос, с которым оно соединено двумя протоками:
- безымянная протока у южной оконечности Мярандуксы;
- рекой Салми.

В озеро Торос, в свою очередь, впадает река Сяпча, несущая воды озёр Сяпчозера, Урос, Тилкуслампи, Сяргозера, Риндозера и Вендюрского.
Из северной оконечности Мярандуксы вытекает река Нурмис, впадающая в Линдозеро, через которое протекает река Суна.
На озере десять островов общей площадью 0,05 км², рассредоточенных по всей площади водоёма. Наиболее крупный — Панкой.
Рыба: щука, плотва, окунь, ряпушка, лещ, ёрш.
Населённые пункты вблизи водоёма отсутствуют.
Код объекта в государственном водном реестре — 01040100211102000018088.